# سفارة الفلبين في بولندا
سفارة الفلبين في بولندا هي أرفع تمثيل دبلوماسي لدولة الفلبين لدى بولندا. تقع السفارة في وارسو وهي تهدف لتعزيز المصالح الفلبينية في بولندا.

## وصلات خارجية
- الموقع الرسمي
- قائمة سفارات الفلبين
- قائمة السفارات في بولندا